# Aeroporto di Daru
Daru Airport (IATA: DAU, ICAO: AYDU) è un aeroporto della Papua Nuova Guinea, posto nelle vicinanze di Daru.